# Isabella von Ibelin (1241–1324)
Isabella von Ibelin (* 1241; † 2. Juni 1324) aus dem Hause Ibelin war durch Ehe Königin von Zypern und Jerusalem.
Sie war die älteste Tochter des Guido von Ibelin, Marschall und Konstabler von Zypern, und dessen Gattin Philippine Barlais.
1255 heiratete sie König Hugo von Antiochia-Lusignan. Dieser wurde nach dem kinderlosen Tod seines Onkels Hugo II. 1267 als Hugo III. König von Zypern. Nach dem Tod Konrads III. wurde er 1268 auch König von Jerusalem.
Isabella starb am 2. Juni 1324 und wurde in der Franziskanerkirche in Nikosia begraben.

## Nachkommen
Mit Hugo hatte sie mindestens sieben Kinder:
- Johann I./II. (* 1256; † 1285), 1284 König von Zypern und Jerusalem;
- Bohemund († 3. November 1283);
- Heinrich II. (* 1271; † 1324) 1285 König von Zypern und Jerusalem ⚭ 1319 Konstanze, Tochter des Königs Friedrich II. von Sizilien;
- Amalrich, Konstabler von Jerusalem, Regent von Zypern 1306–1310, Titularfürst von Tyrus ⚭ Isabella von Armenien, Tochter des Königs Leo III.;
- Guido († 1303), Konstabler von Zypern ⚭ nach 1284 Eschiva von Ibelin, Herrin von Beirut, Witwe des Humfried von Montfort;
- Margarete, ⚭ Thoros III. von Armenien;
- Maria ⚭ Jakob, König von Aragon-Sizilien.